# Evelin Novak
Evelin Novak (* 4. Januar 1985 in Čakovec, SFR Jugoslawien) ist eine kroatische Opernsängerin in der Stimmlage Sopran.

## Leben
Im Alter von zwölf Jahren begann sie ihre Gesangsausbildung bei Darija Hreljanovic. Fünf Jahre später war sie die jüngste Studentin an der Universität für Musik und darstellende Kunst Graz. Es folgte ein Studium an der Hochschule für Musik und Darstellende Kunst Stuttgart. Dort war ihre Gesangslehrerin die international renommierte Opernsängerin Dunja Vejzovic. Bei Mirella Freni hatte sie ihre Stimme weiter ausbilden lassen. Ihre Gesangsausbildung schloss Evelin Novak 2008 ab. Anschließend war die Sopranistin am Opernstudio der Stuttgarter Hochschule für Musik und Darstellende Kunst engagiert.
2009 erhielt sie Engagements an der Staatsoper Unter den Linden. Ein Jahr später debütierte sie als Saffi in Der Zigeunerbaron bei den Seefestspiele Mörbisch. Seit der Spielzeit 2011/2012 ist die Sängerin festes Ensemblemitglied der Berliner Staatsoper und war dort u. a. in Rollen wie Pamina (Die Zauberflöte), Eurydike (Orphée aux enfers) und Jenny (Aufstieg und Fall der Stadt Mahagonny) zu hören. 2013 gab sie ihr Debüt als Carlotta in Millöckers Gasparone an der Oper Graz und sang im Sommer die Mimi in La Bohème bei den Opernfestspielen St. Margarethen. Im September 2014 debütierte sie an der Berliner Staatsoper als Violetta Valéry in »La traviata«. Gastverpflichtungen führten die junge Sopranistin bereits an die Bayerische Staatsoper in München (Berta in »Il barbiere di Siviglia«), das Gran Teatre del Liceu in Barcelona (Micaëla in »Carmen«), sowie das Hessische Staatstheater Wiesbaden (»Aufstieg und Fall der Stadt Mahagonny«).
Neben ihrer Bühnenpräsenz ist Evelin Novak als Lied- und Konzertsängerin tätig. Dabei reicht ihr Repertoire vom Barock bis zur Moderne und umfasst die Gattungen Oper, Operette, Lied und Oratorium.

## Repertoire (Auswahl)
- Micaela Carmen
- Berta Der Barbier von Sevilla
- Mimi La Bohème
- Liu Turandot
- Violetta La traviata
- 1. Dame Die Zauberflöte
- Pamina Die Zauberflöte
- Eurydike Orpheus in der Unterwelt
- Tebaldo Don Carlo
- Ännchen Der Freischütz
- Woglinde Götterdämmerung

## Auszeichnungen (Auswahl)
- 2005 1. Preis Kroatischer Stipendienwettbewerb in Zagreb
- 2006 3. Preis beim Belcanto-Wettbewerb in Bad Wildbad
- 2007 Förderpreis als auch Publikumspreis des Anneliese-Rothenberger-Wettbewerbes auf der Insel Mainau
- 2008 1. Preis Musikpreis des Lions Clubs Stuttgart-Schlossgarten
- 2009 Stipendiatin der Liz Mohn Kultur- und Musikstiftung